# Rue Coquillard
La rue Coquillard est une voie de la commune française de Reims, située dans le département de la Marne (département), en région Grand Est.

## Situation et accès
La voie qui est à sens unique, débute rue Victor Hugo, et aboutie rue Brûlart.

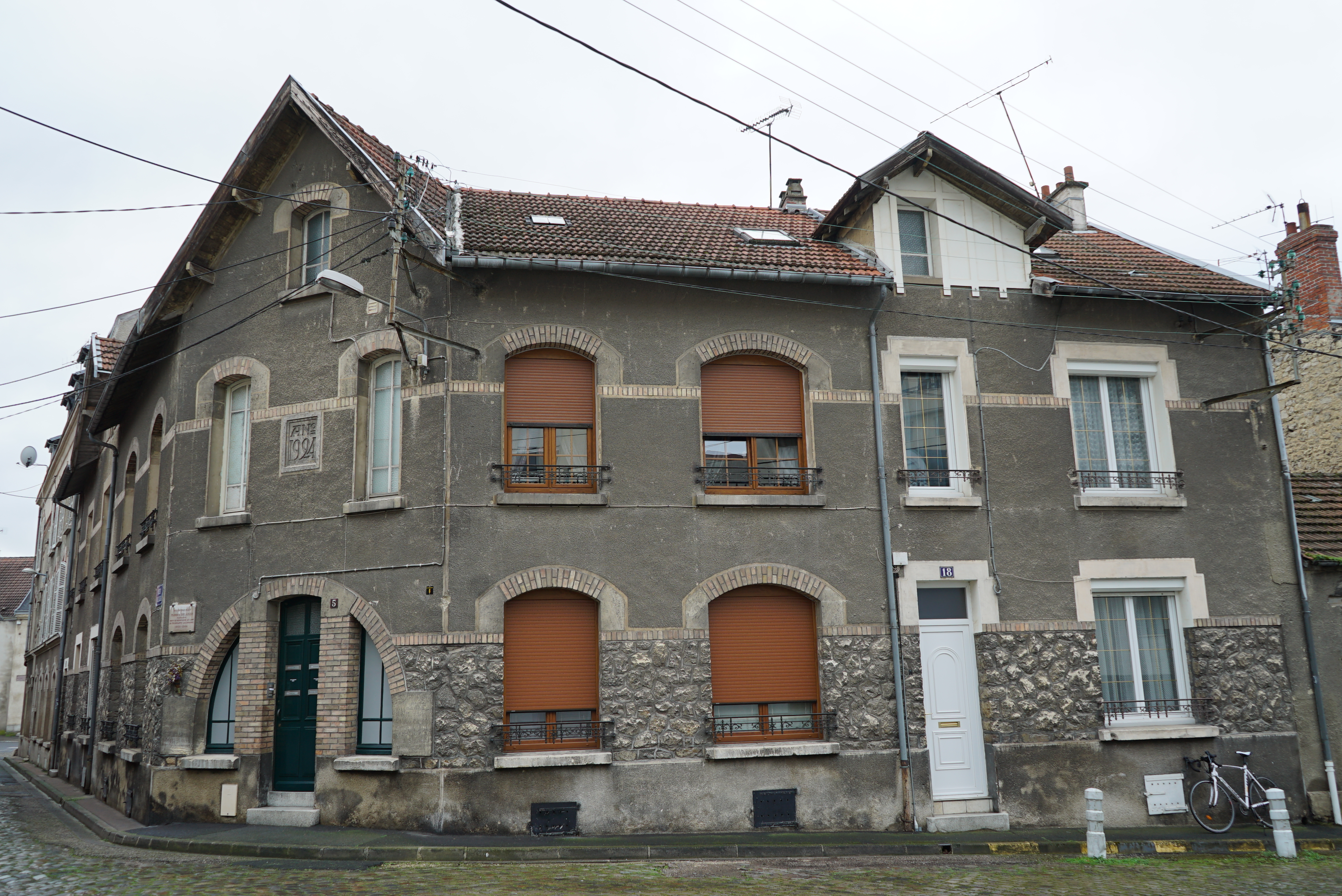
Immeuble art déco construit en 1924.

## Origine du nom
Elle porte le nom du poète Guillaume Coquillard (1450-1510).

## Historique
Cette rue fut percée en 1856, après l'achat d’une propriété dans la continuité du « cul-de-sac du Bailla » qui fut absorbé.